# Microsoft Enterprise Library
Microsoft Enterprise Library – zestaw narzędzi i bibliotek programistycznych dla platformy Microsoft .NET Framework. Dostarcza API ułatwiające zastosowanie najlepszych praktyk w kluczowych aspektach programowania, takich jak dostęp do danych, bezpieczeństwo, logowanie, obsługa wyjątków i inne. Biblioteka jest dostępna w postaci zarówno binarnej, jak i kodów źródłowych, które mogą być dowolnie używane i dostosowywane przez programistów na ich własne potrzeby.

## Korzyści
- Zwiększona wydajność programisty – każdy z modułów dostarcza interfejsów służących typowym zastosowaniom programistycznym.
- Konfigurowalność kodu – wiele decyzji technicznych odnośnie do aplikacji może zostać odłożonych do czasu konfigurowania aplikacji (np. jeśli aplikacja nie obsługuje prawidłowo wyjątku, zamiast modyfikować kod jego obsługi, administrator może skonfigurować dodatkową politykę obsługi wyjątków)
- Zwiększona testowalność kodu – aplikacja może zostać przekonfigurowana na potrzeby testów.

## Moduły składowe
- Caching Application Block
- Cryptography Application Block
- Data Access Application Block
- Exception Handling Application Block
- Logging Application Block
- Policy Injection Application Block
- Security Application Block
- Unity Application Block
- Validation Application Block

## Historia
Do tej pory powstało kilka wersji biblioteki:
- Enterprise Library 5.0 (kwiecień 2010) – Aktualna
- Enterprise Library 4.1 (październik 2008) – Aktywna
- Enterprise Library 4.0 (maj 2008) – Aktywna
- Enterprise Library 3.1 (maj 2007) – Aktywna
- Enterprise Library 3.0 (kwiecień 2007) – Wycofana
- Enterprise Library 2.0 (styczeń 2006) – Aktywna/wycofywana
- Enterprise Library 1.1 (czerwiec 2005) – Wycofana
- Enterprise Library 1.0 (styczeń 2005) – Wycofana